# The Secret (film 1979)
The Secret (Fung gip), è un film del 1979 diretto da Ann Hui.

## Trama
Un caso di omicidio complicato a partire dai testimoni tutti contrastanti tra di loro.

## Restauro
- Il restauro del film in digitale è stato realizzato da Magyar Nemzeti nel 2015.[1]